# Ԏ
Komi Tje (Ԏ ԏ, chữ nghiêng: Ԏ ԏ) là một chữ cái trong bảng chữ cái Molodtsov, một biến thể của bảng chữ cái Kirin. Nó chỉ được sử dụng trong chữ viết của tiếng Komi vào những năm 1920.

## Mã máy tính
| Kí tự               | Ԏ                                | Ԏ                                | ԏ                              | ԏ                              |
| ------------------- | -------------------------------- | -------------------------------- | ------------------------------ | ------------------------------ |
| Tên Unicode         | CYRILLIC CAPITAL LETTER KOMI TJE | CYRILLIC CAPITAL LETTER KOMI TJE | CYRILLIC SMALL LETTER KOMI TJE | CYRILLIC SMALL LETTER KOMI TJE |
| Mã hóa ký tự        | decimal                          | hex                              | decimal                        | hex                            |
| Unicode             | 1294                             | U+050E                           | 1295                           | U+050F                         |
| UTF-8               | 212 142                          | D4 8E                            | 212 143                        | D4 8F                          |
| Tham chiếu ký tự số | &#1294;                          | &#x50E;                          | &#1295;                        | &#x50F;                        |